# Orléans-cléry
L’orléans-cléry est un vin rouge français d'appellation d'origine contrôlée (AOC) et d'appellation d'origine protégée (AOP) produit dans le département du Loiret (région Centre-Val de Loire).
L'appellation concerne le territoire de cinq communes située à l'ouest de la ville d'Orléans sur la rive gauche de la Loire : Cléry-Saint-André, Mareau-aux-Prés, Mézières-lez-Cléry, Olivet et Saint-Hilaire-Saint-Mesmin. Elle se trouve au sein d'une autre appellation plus vaste, celle d'orléans.
L'orléans-cléry, obtenue en 2006, est l'une des trois AOC viticoles de l'Orléanais avec l'orléans et les coteaux-du-giennois.

## Histoire

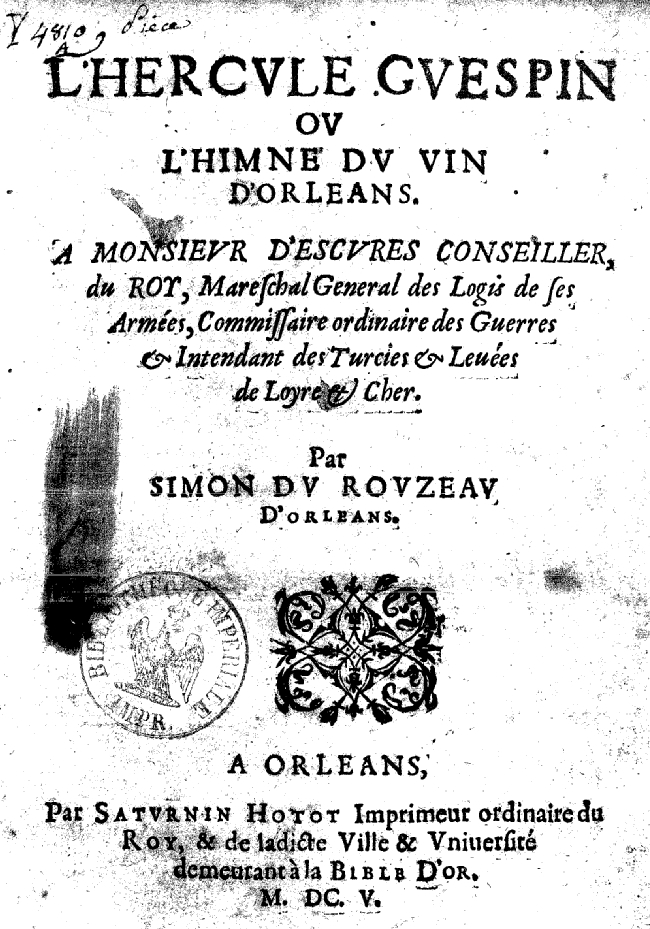
Page de couverture de l'ouvrage du poète Simon du Rouzeau, 1605

### Moyen Âge
Il semble que les moines de l'abbaye Saint-Mesmin de Micy aient produit du vin dès le début du VIe siècle. À la même époque, Grégoire de Tours mentionne la présence de viticulture dans la province de l'Orléanais.
Au XIIIe siècle, le roi de France Saint Louis, fait exploiter par son personnel un vignoble à Chécy.

### Époque moderne
Durant l'époque moderne et pour diverses raisons, le vignoble connait une importante extension, sous forme de quasi-monoculture de Châteauneuf-sur-Loire à l'est jusqu'à Beaugency à l'ouest. Le Domaine royal français, très restreint à l'époque, se tourne donc naturellement vers le vignoble orléanais. De plus, ce dernier est chargé d'approvisionner la ville de Paris en vin. En effet, en 1577, le Parlement de Paris promulgue une loi interdisant aux Parisiens l'achat de vins produits à moins de 90 kilomètres de la capitale, la production orléanaise est alors augmentée pour satisfaire la demande. Le transport du vin vers la capitale en grande quantité est favorisé par la courte distance (133 kilomètres) sur terrain plat, le pavage de la route de bout en bout dès 1577 (tronçon de l'actuelle route nationale 20) et la construction du canal de Briare ouvert en 1642 (reliant la Loire à la Seine par la vallée du Loing). L'augmentation de la production s'effectue au détriment de la qualité.
Il semble que la table royale s'approvisionne en vins de la vallée de la Loire jusqu'au XVIe siècle. Pour tenter de limiter la consommation excessive qu'en fait Henri IV, roi de France de 1589 à 1610, son médecin et conseiller Joseph du Chesne écrit en 1606 dans son pourtraict de la santé : « le vin de Coussy et d'Hay et semblables ont même été trouvés meilleurs que ceux d'Orléans qui sont fumeux et qui donnent à la tête. C'est pourquoi ont fait prêter serment à tous les maîtres d'hôtel du Roy à leur réception en telle charge de ne faire servir pour la bouche du Roy des vins d'Orléans, bien que d'ailleurs, ils sont mis au nombre des bons vins quant au goût » La cour semble délaisser peu à peu le vin orléanais sous Louis XIII qui règne de 1610 à 1643.
L'avis du roi est suivi par l'aristocratie qui à son tour opte pour les vins de Champagne puis de Bourgogne, ce qui a pour effet de spécialiser l'Orléanais dans la production de vins médiocres et bon marché.

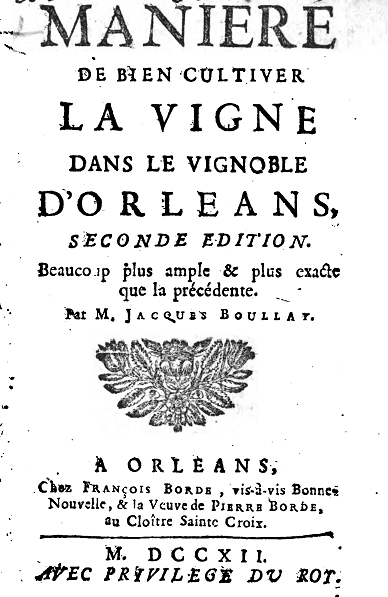
Page de couverture de l'ouvrage du chanoine Boullay, 1712

Le premier quart du XVIIIe siècle est marqué par la publication de trois éditions de l'ouvrage du chanoine orléanais Jacques Boullay de Saint-Pierre-Ampon intitulé Manière de bien cultiver la vigne dans le vignoble d'Orléans. À cette époque, la qualité du vin orléanais continue de décliner, les classes bourgeoises, propriétaires des vignobles, n'accordent qu'une confiance limitée aux pratiques agricoles des vignerons qui exploitent leurs vignes. Jacques Boullay s'improvise donc professeur et médiateur, en dénonçant les « friponneries des mauvais vignerons ». Sa démarche sera très critiquée par les cultivateurs et sa personne s'en trouvera menacée.
Dans son dictionnaire géographique, historique et politique des Gaules et de la France paru en 1768, l'abbé Louis-Alexandre Expilly de La Poipe décrit le vignoble d'Orléans comme l'un des plus vastes de France (dix à onze lieues d'étendue). Il couvre 25 à 30 communes entre Beaugency et Jargeau. Plusieurs vins blancs y sont produits dont notamment le Gennetin à Saint-Mesmin et les vins de Marigny et Rebréchien. Parmi les vins rouges, surnommés Auvernat car probablement issu d'un cépage venu d'Auvergne, sont nommés ceux de Saint-Denis-en-Val, La Chapelle, Fourneaux et Saint-Ay.
En 1770, le chanoine orléanais, Jean-François Colas de la collégiale Saint-Aignan, publie à son tour un traité, Le manuel du cultivateur dans le vignoble d'Orléans, sur un ton plus neutre et moins accusateur,.

### Époque contemporaine
Dès le XVIIIe et jusqu'au milieu du XIXe siècle, Orléans devient un port fluvial de transit pour les vins d'autres régions, de l'amont comme de l'aval (Touraine, Anjou, puis Pays nantais) de la Loire, mais aussi de Bourgogne et du Haut-Beaujolais (les actuels crus du Beaujolais). Les vins ayant tourné étaient alors transformés en vinaigre (« vin aigre »), qui est depuis une des spécialités de la ville.
Au début du XIXe, l'œnologue français André Jullien dans son ouvrage Topographie de tous les vignobles connus paru en 1816 dresse un état des lieux du vignoble orléanais. La superficie des vignobles du département du Loiret est estimée à 33 000 hectares pour une récolte de 896 000 hectolitres dont 220 000 sont consommés par les autochtones, le reste étant exporté sous l'appellation vin d'Orléans. Parmi les vins rouges dits de première classe, on trouve à l'Ouest d'Orléans ceux du lieu-dit Guignes à Tavers, du clos Sainte-Marie à Saint-Jean-de-Braye, de La Chapelle, de Saint-Gy, de Saint-Ay, des Fourneaux, de Beaugency, de Baule, de Beaulette et de Meung-sur-Loire. À l'Est d'Orléans, on trouve ceux de Saint-Denis-en-Val, Combleux et Sandillon. Parmi les vins rouges de deuxième classe, on trouve à Orléans ceux de Saint-Marc, Saint-Marceau, Saint-Paterne, à l'Ouest ceux de Saint-Privé, au nord ceux de Sarang, Gédy, Fleury et Semoy, à l'ouest celui d'Ingré, au sud celui d'Olivet et à l'Est ceux de Saint-Jean-le-Blanc, Bou, Mardié, Saint-Denis-de-Jargeau et Jargeau. Parmi les vins blancs, sont cités ceux produits à Marigny et Rebréchien. Celui de Loury, cité comme un vin de médiocre qualité, sert à la fabrication du vinaigre d'Orléans. Les tonneaux utilisés pour stocker le vin d'Orléans sont nommés pièce ou poinçon et possèdent une contenance de 228 litres.
Le développement du réseau de chemins de fer au milieu du XIXe porte un coup fatal à la viticulture de l'Orléanais, permettant l'importation à moindre coût des vins du Midi (produits dans le vignoble du Languedoc-Roussillon).
On peut dresser un nouvel état des lieux du vignoble orléanais grâce à l'ouvrage du médecin et physicien français Jules Guyot, Étude des vignobles de France : pour servir à l'enseignement mutuel de la viticulture et de la vinification françaises, paru en 1868. Économiquement parlant, l'exploitation d'un vignoble dans la région d'Orléans est décrite comme rentable si le propriétaire est capable de l'exploiter par lui-même. Un grand-propriétaire qui doit payer un vigneron n'en retire pas de bénéfices considérables. Trois grands types de culture de la vigne sont recensées, l'une sur la rive droite de la Loire, l'une sur la rive gauche et la dernière dans une petite région centrée sur la commune d'Olivet. Dans tout le vignoble, les plants sont organisés en ligne à 80 cm les uns des autres.
Après les ravages causés par le phylloxéra, un puceron ravageur de la vigne, à la fin du XIXe, très peu de replantations sont faites autour d'Orléans. Les surfaces cultivées disparaissant presque totalement au cours du XXe siècle du fait d'une très forte concurrence pour ce type de vin courant.
Malgré tout, quelques producteurs poursuivent une petite production, encadrée à partir de 1951 par l'appellation d'origine vin délimité de qualité supérieure (VDQS) « vin de l'Orléanais ». L'Institut national de l'origine et de la qualité (INAO) fait reconnaître une appellation VDQS particulière sous le nom d'« orléans-cléry » par l'arrêté du 14 octobre 2002 publié au journal officiel de la République française du 15 novembre 2002, avant de le faire passer au statut d'appellation d'origine contrôlée par le décret du 23 novembre 2006, modifié par le décret du 16 octobre 2009.
Le syndicat viticole de l’Orléanais, reconnu dès 1994 et basé à Saint-Hilaire-Saint-Mesmin est, depuis 2007, chargé de la promotion de l'appellation, s'appuyant entre autres sur la confrérie vigneronne des chevaliers d'Orléans-Cléry créée à Cléry-Saint-André et hébergée à la mairie dans le but d'améliorer la promotion des vins locaux.

### Étymologie

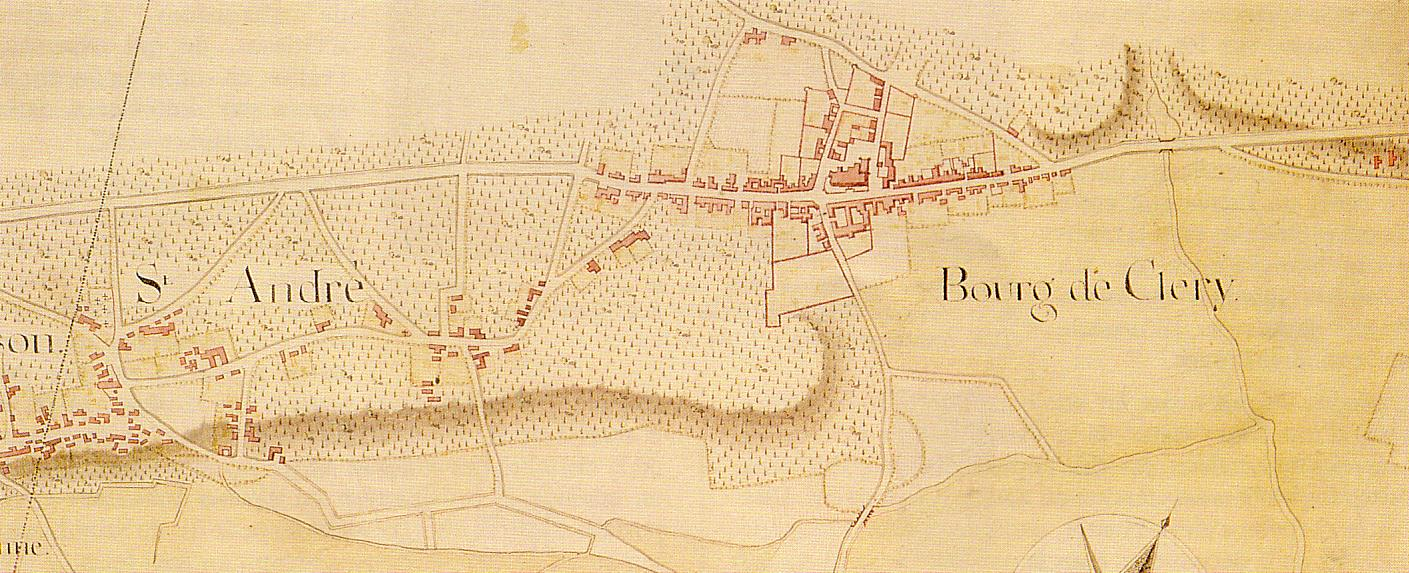
Plan de Cléry au XVIIIe siècle, avec les vignes indiquées sur les terrasses.

Le nom de l'appellation est formé des noms des communes d'Orléans, préfecture du département, et de Cléry-Saint-André, au centre de l'aire d'appellation.
La première mention écrite de Cléry date du milieu du VIe siècle : l’évêque d’Orléans Marc mentionne le lieu Clariacus vicus : le terme Vicus désigne en latin un groupe d’habitations, village ou hameau, et Clariacus son nom.[réf. nécessaire]
Le nom de la ville d'Orléans dérive probablement de la corruption de l'un de ses anciens noms, Aurelianum, qui pourrait être issu du nom des empereurs romains Marc Aurèle, qui aurait fait embellir la ville en 163, ou Aurélien qui la fit rebâtir en 273. Une autre hypothèse évoque la possibilité que la ville tienne son nom de la mère de Jules César, Aurelia Cotta. Une étude de Jacques Soyer relègue néanmoins ces hypothèses au statut de légende, Aurelia descendant, d'après ses recherches, du nom de la gens Aurelia qui possédait des terres à Cenabum, ancienne cité celtique des Carnutes située à l'emplacement d'Orléans.

### Le vin d'Orléans dans les arts
En 1605, le poète orléanais, Simon du Rouzeau (?-1627) fait paraître L'Hercule Guespin ou l'himne du vin d'Orléans, texte qui vante la qualité du vin d'Orléans.
Le comédien Antoine Girard (v.1584-1633) dit Tabarin écrit en 1623 dans son adieu de Tabarin au peuple de Paris, où le vin d'Orléans était à l'époque très consommé : « ce vin d'Orléans, lequel bridant la raison, lasche les resnes à la folie, me fait devenir fol de regret ».

## Situation géographique
L'orléans-cléry est produit en France, dans la région Centre, plus précisément dans le département du Loiret sur le territoire des communes de Cléry-Saint-André, Mareau-aux-Prés, Mézières-lez-Cléry, Olivet et Saint-Hilaire-Saint-Mesmin, en aval d'Orléans.

### Géologie et orographie
.

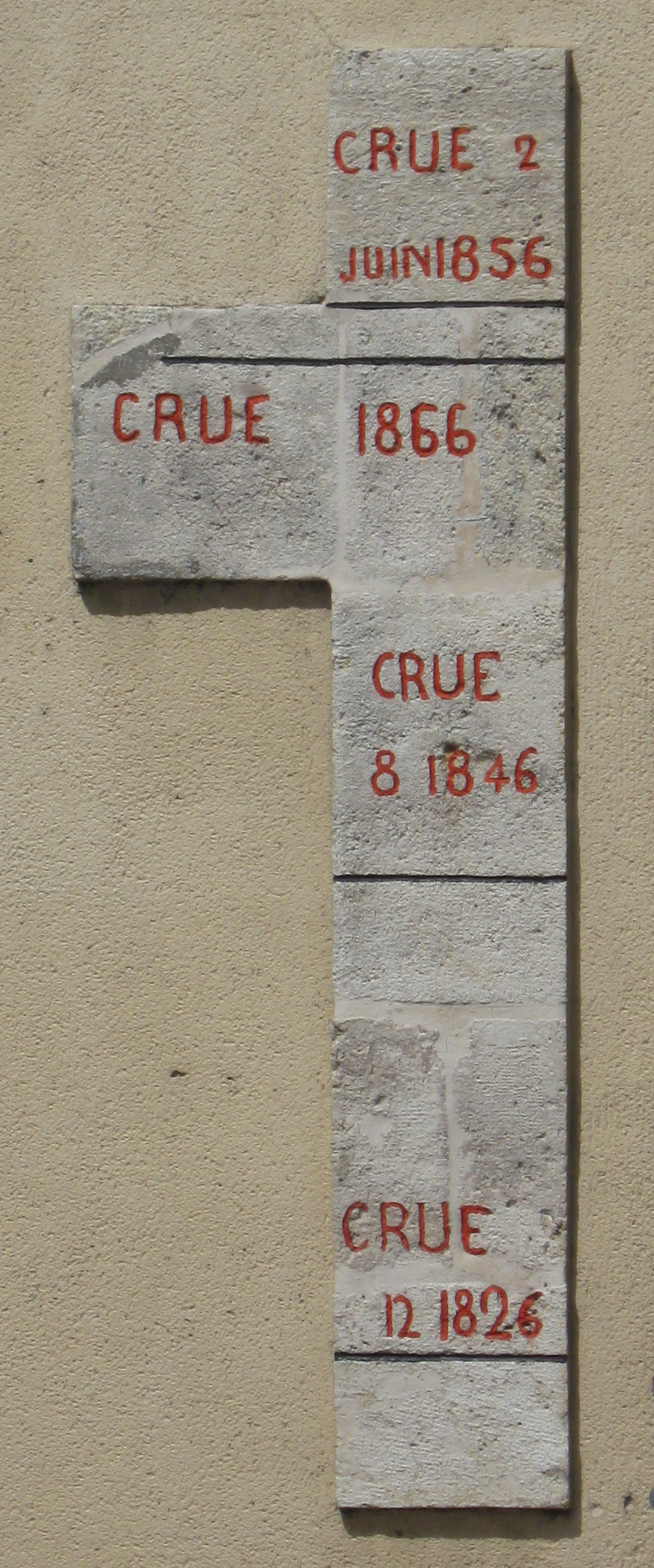
La géologie locale est déterminée par les dépôts de la Loire ; repères de crues du fleuve à Orléans.

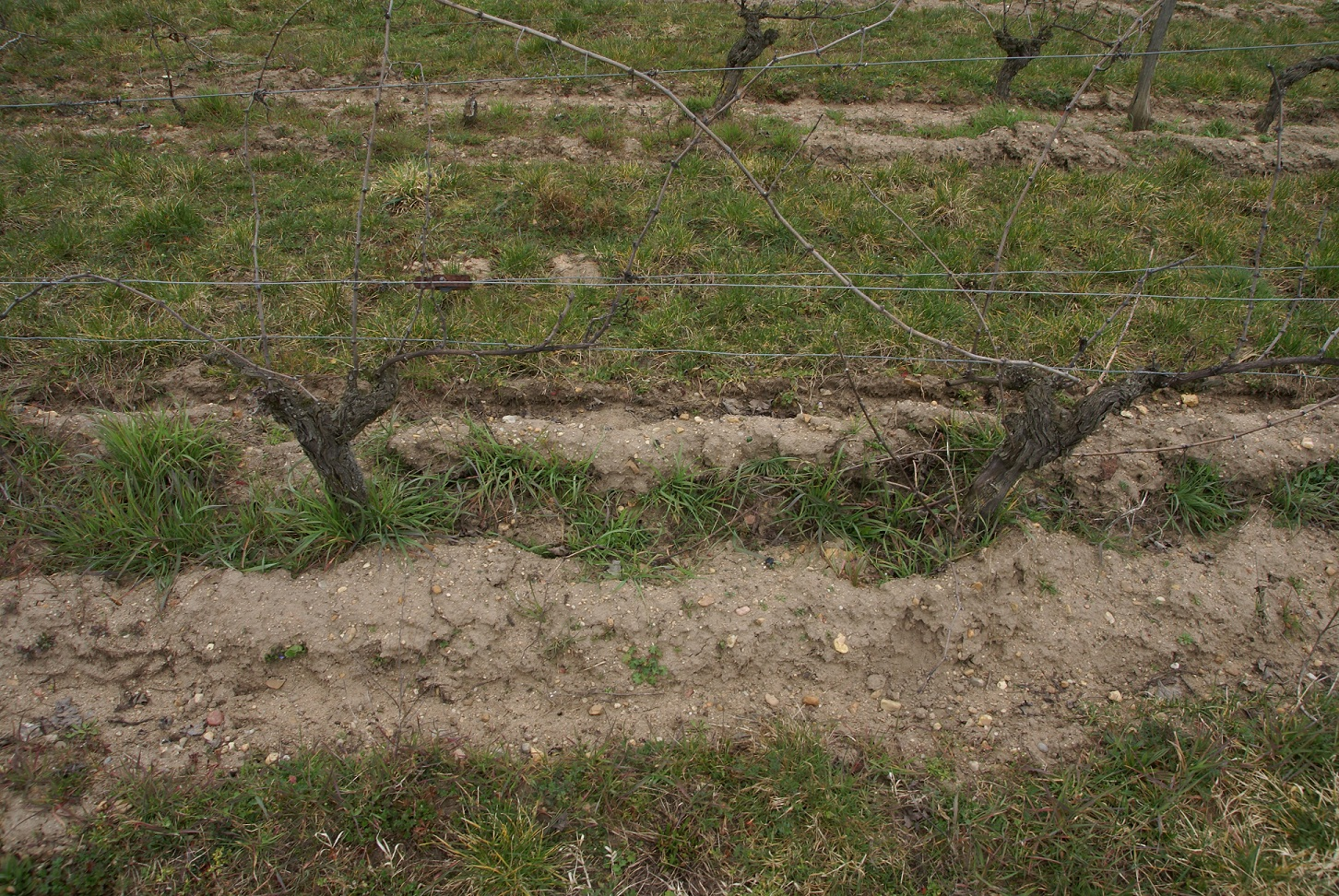
Sol d'alluvions (sable et limon) à Mareau-aux-Prés

Les vignes sont plantées sur les alluvions qui recouvrent presque toute la rive gauche de la Loire. Au bord du fleuve s'étalent d'abord les alluvions les plus récentes, délimitant le lit mineur mais aussi majeur (les zones inondables, protégées par les levées de la Loire). Ces alluvions sont de différentes tailles, du limon sableux le plus fin aux galets, majoritairement siliceux (sable de quartz et de feldspaths, galets de silex, de grès, de roches éruptives et de calcaire) provenant du Massif central.
Un peu au-dessus, à la limite basse des villages, affleure le calcaire de Beauce sous forme d'une étroite bande. Datant de l'Aquitanien, c'est un calcaire crayeux qui plonge immédiatement sous le placage des alluvions du haut du coteau. Plus haut, ce calcaire est couvert par des sables alluviaux éolisés (chariés à l'origine par le vent), du glacis d'Olivet à Mareau-aux-Prés, sur lesquels sont plantés vignes et vergers.
Enfin à partir de la limite des bois couvrant la Sologne commence la couche de six à sept mètres d'alluvions anciennes, formant la terrasse de Châteauneuf. Datant de la glaciation de Riss, ces alluvions vont de l'argile aux gros blocs, composées uniquement de silice sans le moindre calcaire,.

### Climatologie
Le climat est tempéré océanique à influence continentale.
La station météo de niveau 0 la plus proche du vignoble est celle du village de Bricy. Elle est située à 17 km au nord du centre de l'aire d'appellation.
| Mois                              | jan. | fév. | mars  | avril | mai   | juin  | jui.  | août | sep.  | oct.  | nov. | déc. | année   |
| --------------------------------- | ---- | ---- | ----- | ----- | ----- | ----- | ----- | ---- | ----- | ----- | ---- | ---- | ------- |
| Température minimale moyenne (°C) | 0,3  | 0,8  | 2,2   | 4,3   | 7,8   | 10,7  | 12,6  | 12,3 | 10,3  | 7,3   | 3,3  | 1,1  | 6,1     |
| Température moyenne (°C)          | 3,1  | 4,2  | 6,6   | 9,3   | 12,9  | 16,2  | 18,5  | 18,2 | 15,8  | 11,7  | 6,6  | 3,8  | 10,6    |
| Température maximale moyenne (°C) | 5,9  | 7,6  | 10,9  | 14,3  | 18,1  | 21,6  | 24,4  | 24   | 21,2  | 16,2  | 9,9  | 6,5  | 15,1    |
| Ensoleillement (h)                | 58,5 | 85,2 | 134,7 | 176,6 | 206,7 | 230,4 | 252,2 | 225  | 180,3 | 129,5 | 74,6 | 50,7 | 1 804,5 |
| Précipitations (mm)               | 55,2 | 49,7 | 51,8  | 47,9  | 65,8  | 47,5  | 52,4  | 45,3 | 49,3  | 57,9  | 60,1 | 54,3 | 637,2   |
| Humidité relative (%)             | 89   | 85   | 79    | 74    | 76    | 74    | 72    | 72   | 77    | 84    | 89   | 90   | 80      |

| Diagramme climatique                                  |            |             |             |             |              |              |            |              |             |            |            |
| J                                                     | F          | M           | A           | M           | J            | J            | A          | S            | O           | N          | D          |
| 5,90,355,2                                            | 7,60,849,7 | 10,92,251,8 | 14,34,347,9 | 18,17,865,8 | 21,610,747,5 | 24,412,652,4 | 2412,345,3 | 21,210,349,3 | 16,27,357,9 | 9,93,360,1 | 6,51,154,3 |
| Moyennes : • Temp. maxi et mini °C • Précipitation mm |            |             |             |             |              |              |            |              |             |            |            |

Le tableau ci-dessous permet de comparer l'ensoleillement du vignoble orléanais à celui d'autres régions françaises :
| Ville             | Ensoleillement · (h/an) | Pluie · (mm/an) |
| ----------------- | ----------------------- | --------------- |
| Médiane nationale | 1 852                   | 835             |
| Orléans           | 1804                    | 637             |
| Paris             | 1 717                   | 634             |
| Nice              | 2 760                   | 791             |
| Strasbourg        | 1 747                   | 636             |
| Brest             | 1 555                   | 1 230           |
| Bordeaux          | 2 070                   | 987             |

Les données relevées à la station de Bricy peuvent néanmoins présenter plusieurs biais potentiels par rapport aux véritables conditions rencontrées dans le vignoble. En effet, la station est située à 125 mètres d'altitude, au nord de la Loire et au sud de la région naturelle de Beauce alors que l'aire d'appellation d'orléans-cléry est localisée entre 82 et 109 mètres d'altitude au sud du fleuve, dans le val de Loire, au contact du nord de la Sologne. Dès lors, les stations manuelles de niveau 4, situées à Baule, Orléans-la-Source et Saint-Hilaire-Saint-Mesmin ainsi que la station du réseau des stations amateurs en ligne d'Infoclimat de Saint-Cyr-en-Val peuvent également être informatives quant aux conditions météorologiques rencontrées sur le vignoble.
| Altitudes (en mètres) rencontrées dans les communes de l'aire d'appellation | Altitudes (en mètres) rencontrées dans les communes de l'aire d'appellation | Altitudes (en mètres) rencontrées dans les communes de l'aire d'appellation |
| Communes                                                                    | min.                                                                        | max.                                                                        |
| --------------------------------------------------------------------------- | --------------------------------------------------------------------------- | --------------------------------------------------------------------------- |
| Cléry-Saint-André                                                           | 84                                                                          | 107                                                                         |
| Mareau-aux-Prés                                                             | 82                                                                          | 103                                                                         |
| Mézières-lez-Cléry                                                          | 91                                                                          | 108                                                                         |
| Olivet                                                                      | 89                                                                          | 109                                                                         |
| Saint-Hilaire-Saint-Mesmin                                                  | 87                                                                          | 105                                                                         |
| min. : altitude minimum ; max. : altitude maximum                           |                                                                             |                                                                             |

| Caractéristiques des stations météorologiques situées à proximité de l'aire d'appellation   | Caractéristiques des stations météorologiques situées à proximité de l'aire d'appellation | Caractéristiques des stations météorologiques situées à proximité de l'aire d'appellation | Caractéristiques des stations météorologiques situées à proximité de l'aire d'appellation |
| Stations                                                                                    | type                                                                                      | alt.                                                                                      | km                                                                                        |
| ------------------------------------------------------------------------------------------- | ----------------------------------------------------------------------------------------- | ----------------------------------------------------------------------------------------- | ----------------------------------------------------------------------------------------- |
| Baule                                                                                       | 4                                                                                         | ?                                                                                         | 11                                                                                        |
| Bricy                                                                                       | 0                                                                                         | 125                                                                                       | 17                                                                                        |
| Orléans-la-Source                                                                           | 4                                                                                         | ?                                                                                         | 9                                                                                         |
| Saint-Cyr-en-Val                                                                            | amateur                                                                                   | 96                                                                                        | 12                                                                                        |
| Saint-Hilaire-Saint-Mesmin                                                                  | 4                                                                                         | ?                                                                                         | 3                                                                                         |
| alt. : altitude ; km : distance en kilomètres par rapport au centre de l'aire d'appellation |                                                                                           |                                                                                           |                                                                                           |

## Vignoble

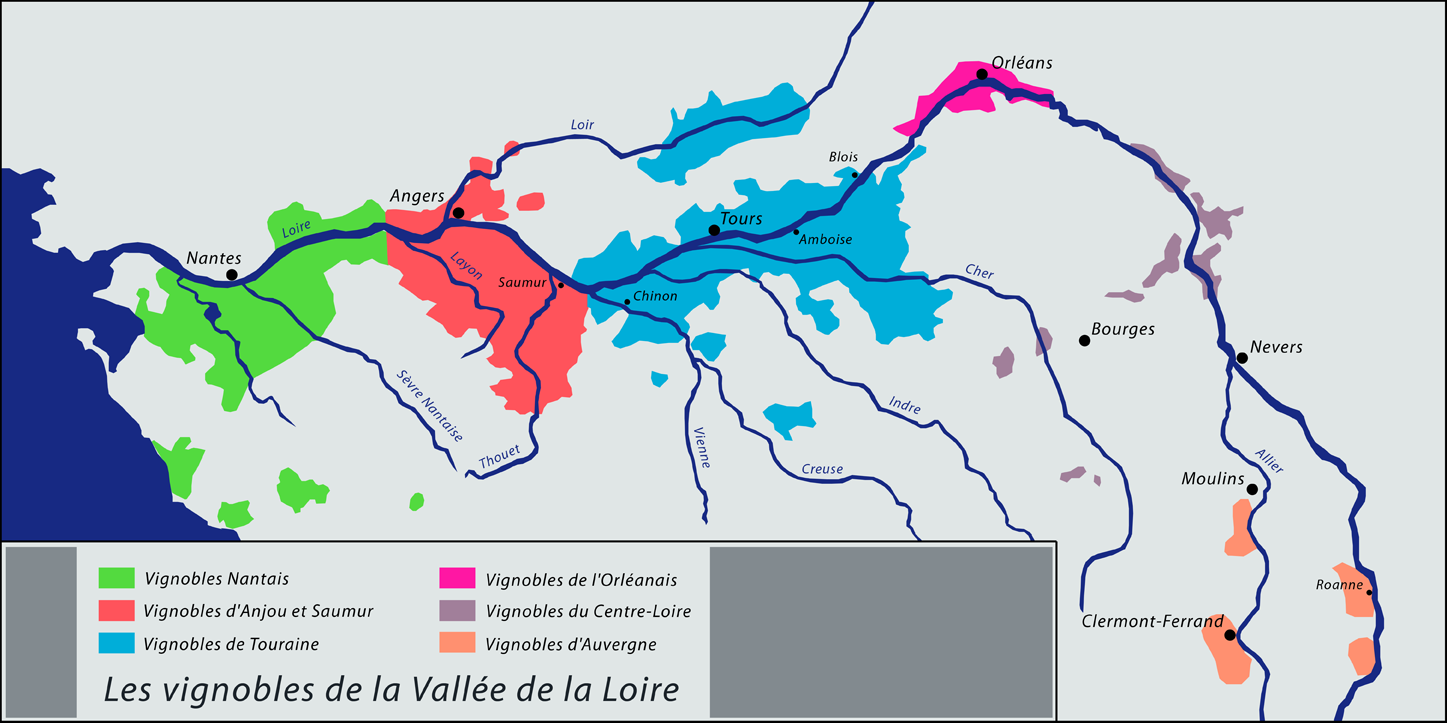
Carte du vignoble de la vallée de la Loire. Les appellations orléans et orléans-cléry apparaissent en rose dans la région septentrionale de la Loire

La surface exploitée de l'aire d'appellation est de 28 hectares. Le vignoble est situé sur le cours de la Loire entre les vignobles de Touraine (à l'ouest) et de Centre-Loire (au sud-est).

### Géographie
Cinq communes productrices peuvent prétendre à l'appellation orléans-cléry, trois du canton de Cléry-Saint-André, à savoir Cléry-Saint-André, Mareau-aux-Prés et Mézières-lez-Cléry, et deux du canton d'Olivet, à savoir Olivet et Saint-Hilaire-Saint-Mesmin. Ces communes sont toutes situées dans l'arrondissement et l'aire urbaine d'Orléans du département du Loiret,.
Les parcelles, très dispersées, se trouvent dans le val de Loire, sur le coteau en pente douce de la rive gauche de la Loire, à une altitude d'environ 100 mètres, au milieu de vergers, à la limite avec le massif boisé de la région naturelle de Sologne.

### Encépagement
Le nombre de pieds à l'hectare doit au moins être égal à 5 000, chacun d'entre eux devant être espacé d'au moins un mètre, tout en respectant un écartement entre les rangs de deux mètres au maximum. Le pourcentage de pieds de vigne morts ou manquants ne doit pas dépasser 20 %.
Les raisins issus des jeunes vignes peuvent bénéficier de l'AOC à partir de la deuxième année suivant celle au cours de laquelle la plantation a été réalisée.
Le cépage utilisé majoritairement est le cabernet franc N,.
À titre transitoire, les parcelles encore plantées en cabernet sauvignon N en 2006 « continuent à bénéficier pour leur récolte du droit à l'appellation d'origine contrôlée, en qualité de cépage accessoire, jusqu'à la récolte 2020 incluse. La proportion de ce cépage ne peut pas être supérieure à 25 % de l'encépagement ».
Le cabernet franc N est un cépage largement utilisé dans le vignoble de Bordeaux et dans le vignoble de la vallée de la Loire.

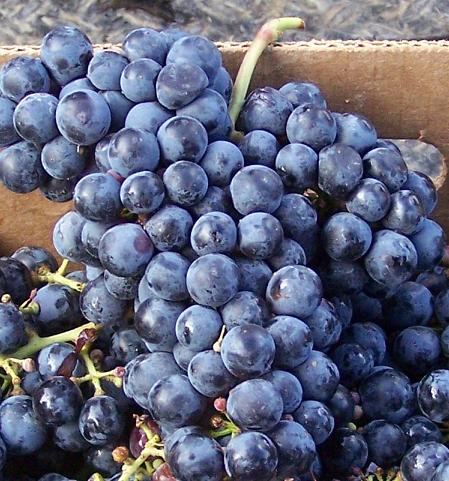
Grappe de cabernet franc N.
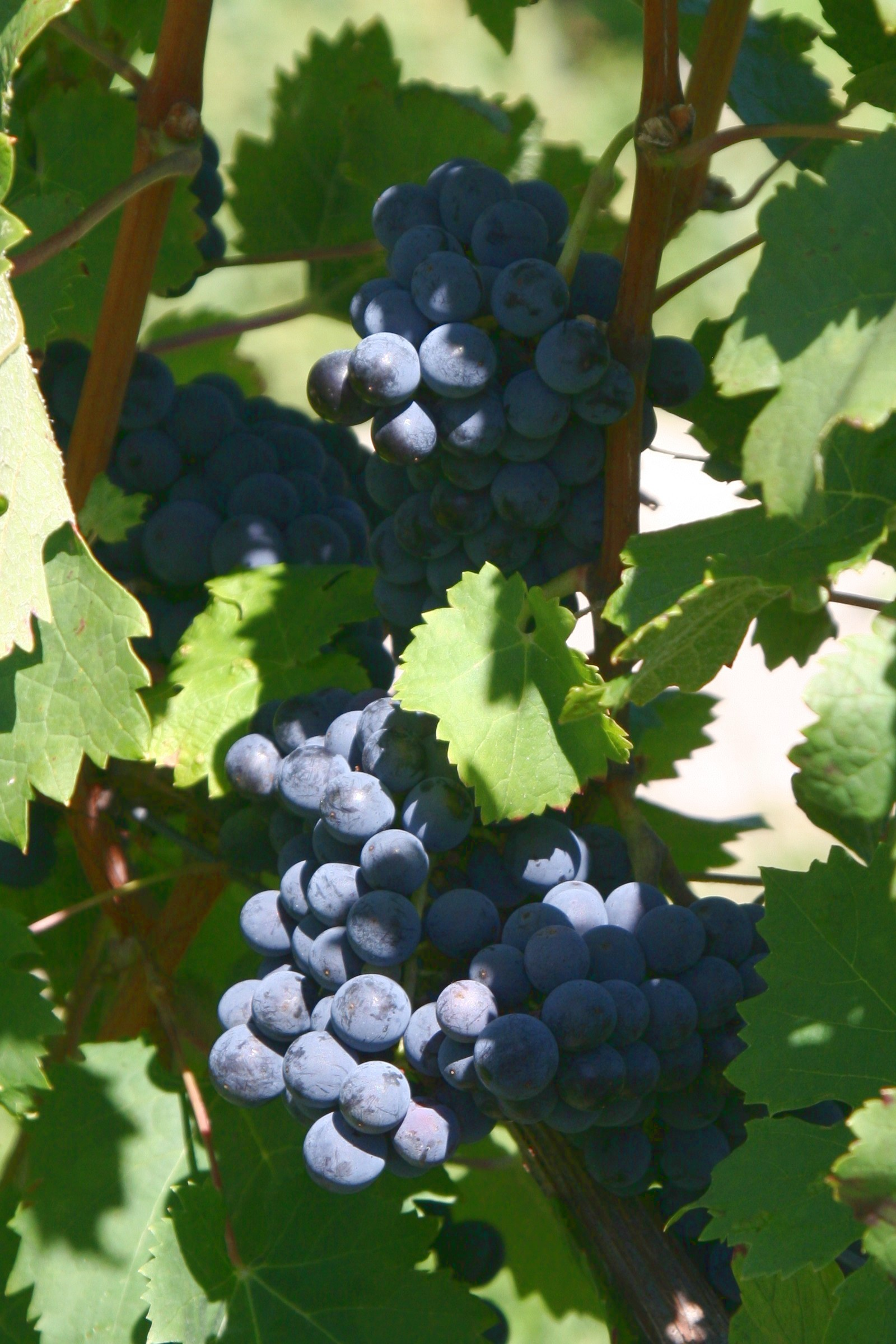
Grappe de cabernet franc N sur pied.
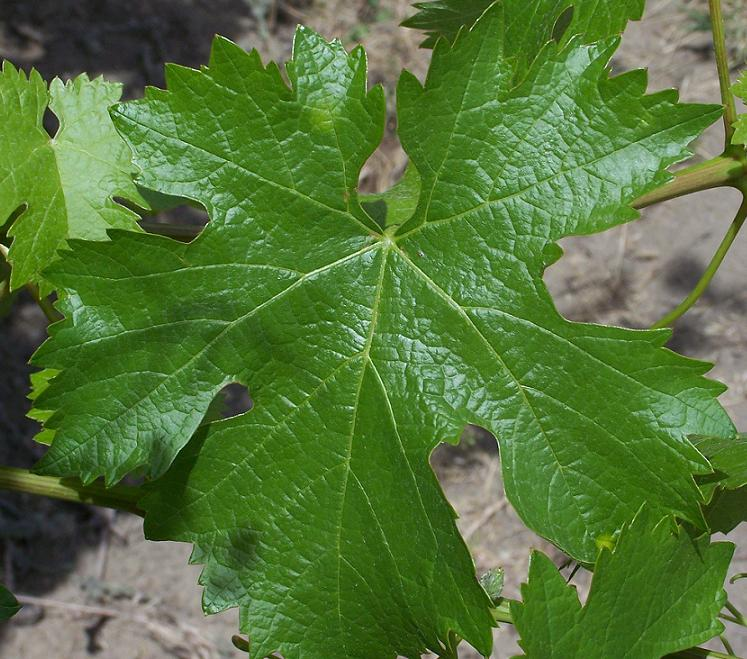
Feuille du cabernet franc N.

### Méthodes culturales

#### Travail manuel
Ce travail commence par la taille : en guyot simple, le cep portant un long bois à sept yeux francs au maximum et un ou deux coursons à un ou deux yeux francs ; en guyot double courte avec deux taquets à quatre yeux francs maximum. Le nombre d'yeux francs par pied ne doit pas excéder dix.
Le tirage des sarments suit la taille. Les sarments sont enlevés et peuvent être brûlés ou mis au milieu du rang pour être broyés. On passe ensuite aux réparations ou éventuellement des plantations de greffes. L'ébourgeonnage peut débuter dès que la vigne a commencé à pousser. Cette méthode permet, en partie, de réguler les rendements. Le relevage est pratiqué lorsque la vigne commence à avoir bien poussé. En général, deux à trois relevages sont pratiqués. Pour finir avec le travail manuel à la vigne, se réalise l'étape importante des vendanges.

#### Travail mécanique
L'enjambeur est d'une aide précieuse. Les différents travaux se composent du broyage des sarments ; de trou fait à la tarière, là où les pieds de vignes sont manquants ; de labourage ou « griffage », réalisé dans le but d'aérer les sols et de supprimer des mauvaises herbes ; de désherbage ; de plusieurs traitements des vignes, réalisés dans le but de les protéger contre certaines maladies cryptogamiques (dues à des champignons : mildiou, oïdium et pourriture grise) ; de plusieurs rognages consistant à « reciper » ou couper les branches de vignes (rameaux) qui dépassent du système de palissage ; des vendanges mécaniques se réalisant avec une machine à vendanger ou une tête de récolte montée sur un enjambeur.

### Récolte
Lors de la récolte, les raisins doivent présenter une richesse en sucre inférieure à 162 grammes par litre de moût.

### Rendements
Le rendement est limité à 50 hectolitres par hectare, avec un rendement butoir à 55 hectolitres par hectare et un rendements maximum de production fixé à 65 hectolitres par hectare.
Le rendement réel est largement inférieur, le rendement moyen pour l'ensemble de l'appellation en 2009 était en effet de 30,3 hectolitres par hectare,.

## Vins

### Vinification et élevage
La récolte des raisins se fait à maturité et de façon manuelle ou mécanique. La vendange manuelle est parfois triée, soit à la vigne soit à la cave avec une table de tri, ce qui permet d'enlever les grappes pourries ou insuffisamment mûres. La vendange manuelle est généralement éraflée puis mise en cuve.
Une macération pré-fermentaire à froid est quelquefois pratiquée. La fermentation alcoolique peut démarrer, le plus souvent après un levurage. Commence alors le travail d'extraction des polyphénols (tanins, anthocyanes) et autres éléments du raisin. L'extraction se faisait par pigeage, opération qui consiste à enfoncer le chapeau de marc dans le jus en fermentation. Plus couramment, l'extraction est conduite aussi par des remontages, opération qui consiste à pomper le jus depuis le bas de la cuve pour arroser le chapeau de marc et ainsi lessiver les composants qualitatifs du raisin.
Les températures de fermentation alcoolique peuvent être plus ou moins élevées, avec une moyenne générale de 28 à 35 °C au maximum de la fermentation. La chaptalisation est réalisée si le degré naturel est insuffisant : cette pratique est réglementée. À l'issue de la fermentation alcoolique suit l'opération de décuvage qui donne le vin de goutte et le vin de presse. La fermentation malolactique se déroule après mais est dépendante de la température. À la fin de la fermentation malolactique, la teneur en acide malique doit être inférieure ou égale à 0,3 gramme par litre. De plus, la teneur en sucres fermentescibles (glucose et fructose) doit être inférieure ou égale à 2 grammes par litre. Le vin est soutiré et mis en fût ou cuve pour son élevage. L'élevage se poursuit pendant plusieurs mois, puis le vin est collé, filtré et mis en bouteilles.
En plus des cinq communes de l'aire d'appellation, une aire de proximité immédiate où la vinification de l'orléans-cléry est également autorisée a été définie, elle couvre le territoire des communes suivantes : Ardon, Baule, Beaugency, Bou, Chaingy, Chécy, Combleux, Dry, Huisseau-sur-Mauves, Jouy-le-Potier, Lailly-en-Val, Mardié, Messas, Meung-sur-Loire, Orléans, Saint-Ay, Saint-Jean-de-Braye, Saint-Pryvé-Saint-Mesmin, Semoy, Tavers et Villorceau.

### Gastronomie
Les vins sont en général simples, francs et fruités. Ils sont à boire rapidement, dans les 2 à 5 ans suivant leur mise en bouteille.

### Récompenses
Les vins de l'appellation ayant été primés au concours général agricole sont les suivants : le clos Saint-Fiacre, médailles d'or (2003, 2004), d'argent (2006) et de bronze (2009) ; le domaine Saint-Avit, médailles d'argent (2003, 2005, 2008), les vignerons de la Grand'maison, médailles d'or (2007) et d'argent (2009), le vignoble du chant des oiseaux, médailles d'or (2005) et de bronze (2006).

## Économie

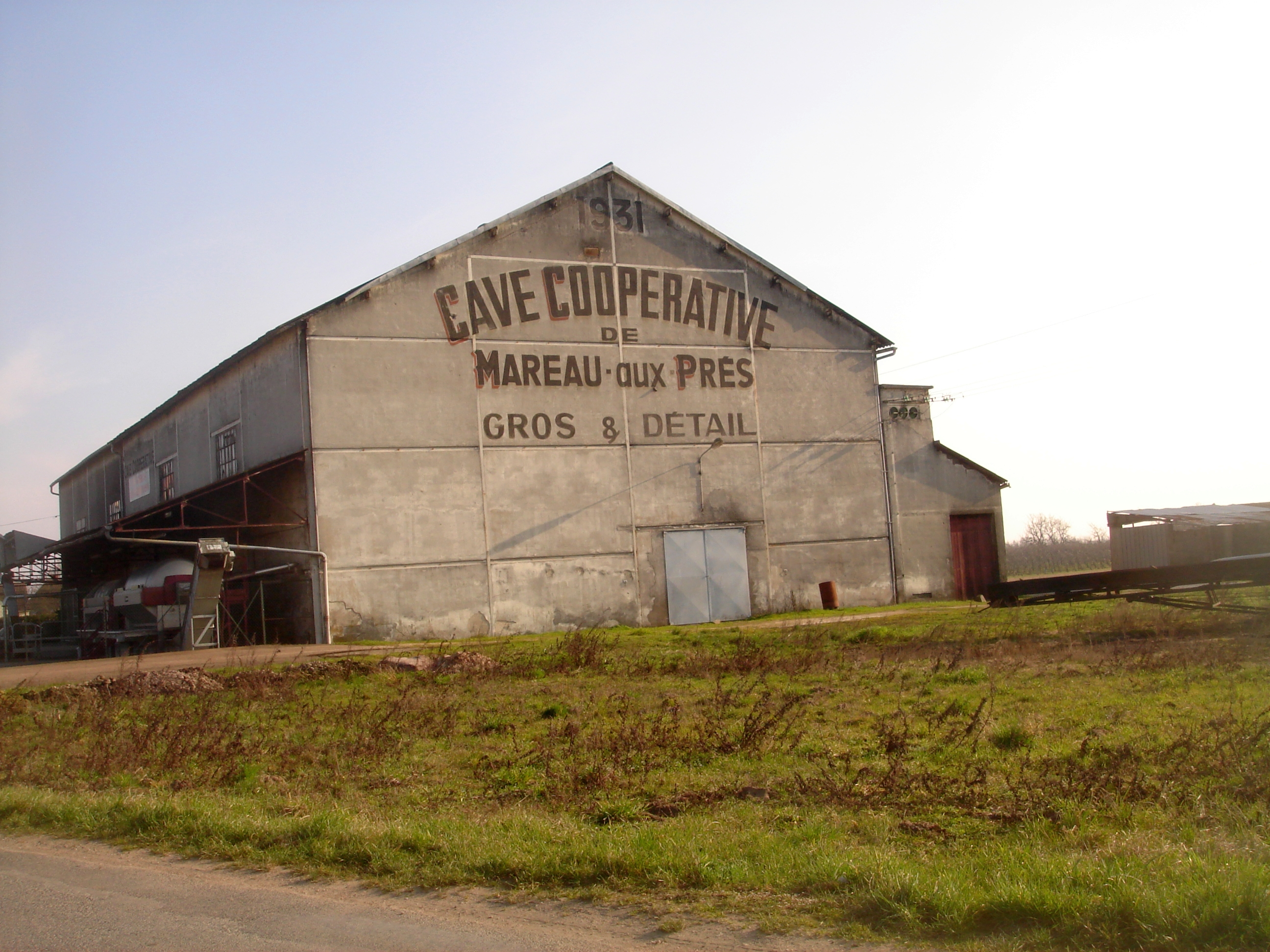
La cave coopérative à Mareau-aux-Prés portant la date de 1931 sur son fronton.

### Structure des exploitations
Une partie de la production est faite par domaines de petites tailles. Ces domaines mettent tous leurs vins en bouteilles et les commercialisent.
Une cave coopérative de vinification (Les vignerons de la Grand'maison) regroupe quelques producteurs qui lui confient leurs récoltes.
La plupart des producteurs maintiennent leur exploitation en polyculture.

### Commercialisation
La commercialisation de l'appellation est très limitée, du fait de sa production très restreinte et de sa faible notoriété.
Les caveaux des viticulteurs écoulent directement une partie de la production, complétée par les salons des vins (notamment celui des Vignerons indépendants de France), les foires, cafés, hôtels, restaurants et supermarchés locaux.

### Liste de producteurs
Les petites surfaces cultivées expliquent le petit nombre de producteurs :
- Clos Saint-Fiacre (famille Montigny-Piel), à Mareau-aux-Prés[33] ;
- Domaine Saint-Avit (Pascal Javoy), à Mézières-lez-Cléry[34] ;
- Les vignerons de la Grand'maison, à Mareau-aux-Prés ;
- Vignoble du Chant d'Oiseaux (Édouard Montigny), à Mareau-aux-Prés[35] ;
- Domaine Pèlerin (David Parou), à Mareau-aux-Prés.